# Варіанти (роман)
«Варіанти» (англ. Options) — абсурдистський науково-фантастичний роман Роберта Шеклі, виданий у 1975 в м'якій обкладинці видавництвом Pyramid Books. У Великій Британії вперше був виданий у 1977, перший французький переклад був виданий у 1976.

## Сюжет
Том Мішкін, пілот вантажного зорельота «Інтерпід-ХХ», в польоті крізь Малу Магелланову хмару до планети Дора-V отримує повідомлення про поломку однієї деталі. Тому він змушений сісти на планету Гармонія, щоб відшукати потрібну деталь на тамтешньому складі. Проте деталь виявляється в іншому місці за декілька кілометрів від складу. Том отримує павукоподібного робота SPER (Special Purpose Environmental Response), запрограмованого захищати його від усіх небезпек, які можуть чекати на планеті. Але незабаром виявляється, що робот був запрограмований для умов іншої планети. SPER не може розпізнати загрози, такі як хижий звір і п'ятиголовий балакучий черв'як, і міркує над тим, що таке реальність.
Однак розповідь пізніше переходить у низку дивних подій, нелогічних висновків та роздумів про природу авторства. Том зустрічає галюциногенного змія, фокусника, свого дядька, збірника платежів та інших персонажів, відвідує Уявний Замок і дізнається, що він персонаж твору Роберта Шеклі. Том не може відрізнити реальність від уяви та отримує рекламу реальності (яка, за його ранішими словами, є одним з варіантів ілюзій).
Подорож Тома і SPER-а змінюється низкою епізодів з Томового життя, де присутні музей Тома, вознесіння Тома на небо, його перетворення на спаржу та яйця й таке інше. Він зустрічає героя з тисячею облич, який каже, що історія про пошуки запчастини погана, тому Тома як її героя потрібно усунути. Том балакає зі своєю заміною — Героєм і далі оповідь ведеться про походження запчастини, через яку Том опинився на Гармонії.
Том отримує звіт про причини відсутності деталі та листа від свого дядька, що вирішив прийти на допомогу. Він також отримує листа від автора, де той вибачається за те, що змусив свого героя встряти в цю абсурдну пригоду, яку він намагався повернути в нормальне русло, але зазнав поразки. Далі «Інтерпід-ХХ» виявляється іграшкою хлопчика, а персонажі роману перетворюються одні на інших. Наприкінці Мішкін виявляється звичайним, нічим непримітним солдатом, але лишається неясним, що було в цій оповіді реальністю.

## Сприйняття
Спайдер Робінсон у своїй рецензії оцінив роман схвально, сказавши, що, хоча Шеклі свідомо порушував більшість правил для успішного розповідання історій, "«Варіанти» були «веселі… вибухова цигарка, оксамитовий банан, бородатий трактор, пресвітеріанський качкодзьоб».

## Видання українською
- Роберт Шеклі. Варіанти. Переклад Петра Ващука. Komubook, 2020 р. 224 с.